# بيت يريس (الحيمة الداخلية)

تعديل مصدري - تعديل

بيت يريس هي إحدى قرى عزلة الأحبوب بمديرية الحيمة الداخلية التابعة لمحافظة صنعاء، بلغ تعداد سكانها 418 نسمة حسب تعداد اليمن لعام 2004.